# Обинитса
О́бинитса (эст. Obinitsa), также О́биница, ранее также О́бинисте, А́биница, Ки́рикмяэ — деревня в Эстонии, входит в состав волости Сетомаа уезда Вырумаа. Исторически относится к нулку Мокорнулк.
До административной реформы местных самоуправлений Эстонии 2017 года деревня входила в состав волости Меремяэ.

## География и описание
Расположена на склонах долины реки Пиуза в 19 км от административного центра волости — посёлка Вярска — и в 280 км от Таллина. Высота над уровнем моря — 96 метров.
Климат переходный от морского к континентальному. Официальный язык — эстонский. Почтовый индекс — 65301.

## Население
По данным переписи населения 2011 года в Обинитса проживали 135 человек, из них 128 (94,8 %) — эстонцы (сету в перечне национальностей выделены не были). Также в деревне проживает несколько русских, хант и удмурт. В основном, все они — христиане.
По данным переписи населения 2021 года, в деревне проживали 147 человек (64 мужчины и 83 женщины), из них 127 (86,4 %) — эстонцы; численность детей в возрасте до 17 лет составила 20 человек, число лиц пенсионного возраста (65 лет и старше) — 44 человека.
Численность населения деревни Обинитса по данным переписей населения СССР и Департамента статистики Эстонии:
| Год  | 1959 | 1970  | 1979  | 1989  | 2000  | 2011  | 2017  | 2018  | 2019  | 2020  | 2021  |
| ---- | ---- | ----- | ----- | ----- | ----- | ----- | ----- | ----- | ----- | ----- | ----- |
| Чел. | 147  | ↗ 207 | ↗ 294 | ↗ 321 | ↘ 240 | ↘ 135 | ↗ 148 | ↘ 147 | ↘ 142 | ↘ 134 | ↗ 147 |

## История
Первые письменные упоминания относятся к 1652 году, хотя археологи обнаружили здесь жилище 1600-летней давности. Существующие исследования следов проживания людей на горе также датируются V—XVII веками, найдены археологические предметы, относящиеся к прибалтийско-финским племенам. Полтора тысячелетия назад основным занятием местного населения была охота на бобров, животноводство, земледелие. Затем жители взялись за полеводство, выращивание льна, пчеловодство.
В письменных источниках 1652 года упоминается Авинчище, 1686 года — Овинчище, примерно 1790 года — Авинчища, 1849 года — Обыница, 1874 года — Obinitsa, 1897 года — Подовинчище (пустошь), 1904 года — Obinitsa, Ави́нчище, примерно 1920 года — Abinitsa, 1928 года — Obiniste. На военно-топографических картах Российской империи (1866–1867 годы), в состав которой входила Лифляндская губерния, деревня обозначена как Овинчище.
Сегодня население занимается сельским хозяйством, выращивает овец, продаёт лес, занимается туризмом, предпринимательством. Также здесь активно поддерживают народное искусство: изготавливают изделия из серебра, занимаются вышивкой, ткачеством и сохраняют традиции национальной кухни.
В 2015 году Обинитса, наряду с двумя другими поселениями (удмуртская деревня Старые Быги и карельское село Вешкелица), являлась кандидатом на получение звания культурной столицы финно-угорского мира и долгосрочное привлечение к себе внимания со стороны финно-угорской, европейской и российской общественности. Тем не менее, уже сейчас Обинитса является одной из визитных карточек Эстонии. Через каждые 8 лет здесь празднуют Дни Королевства Сету («Peko Helü»). В среднем в год Обинитса посещает около 10 000 туристов.

## Достопримечательности
- В километре от Обинитса находится Эстонская апостольская православная церковь Преображения Господня (1952);
- Народная музейная изба сету;
- Дом обществ сету, где можно общаться и дегустировать народные блюда сету;
- ателье-Галерея «Halas Kunn» («Зелёная лягушка»), где проводятся финно-угорские выставки, народные театральные представления, организуются уроки народного творчества по изготовлению серебряных народных украшений и пенографии;
- памятник Хилане Таарка — Певческой матери сету — и памятные камни другим певческим матерям.

## Галерея

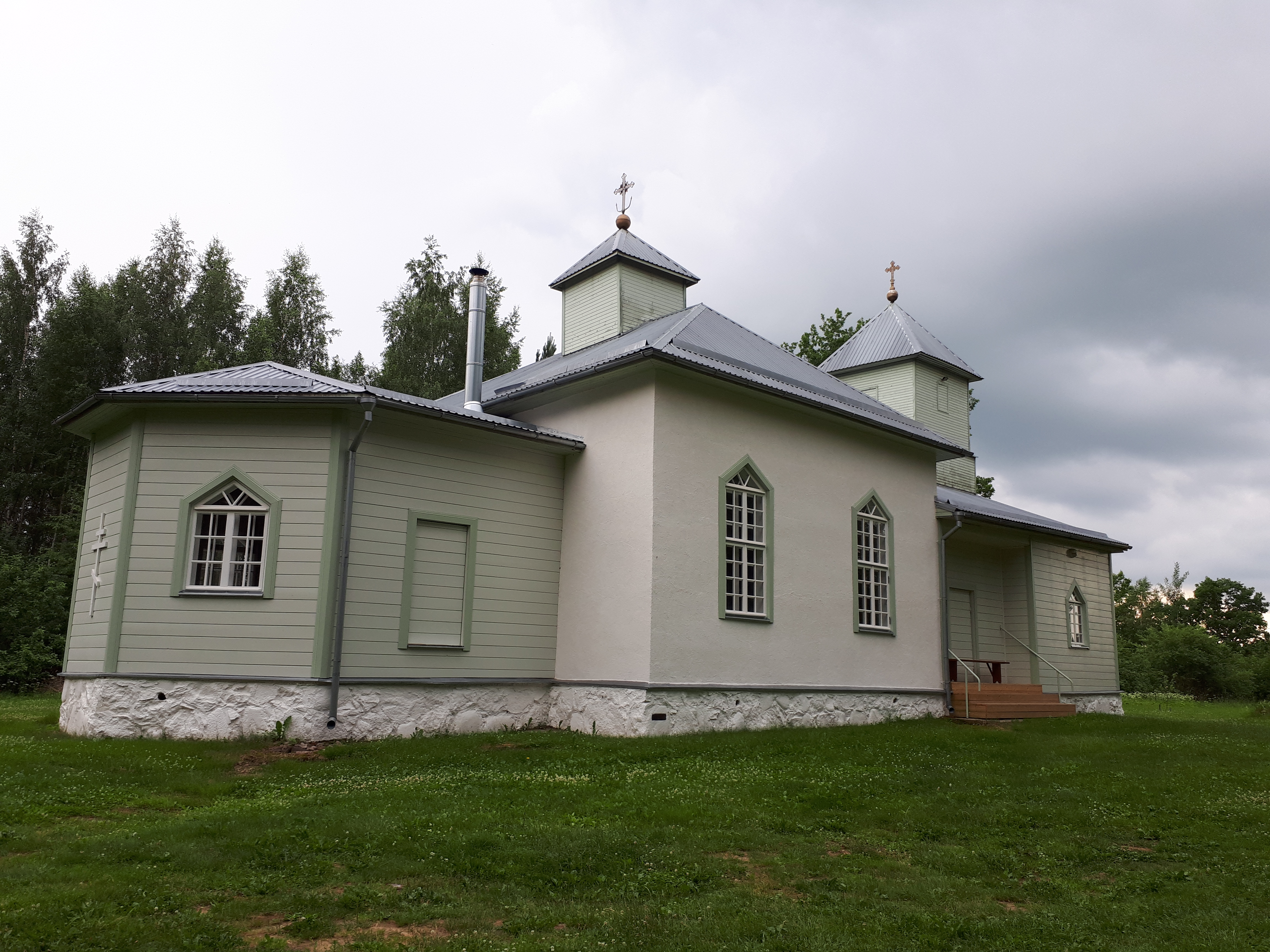
Православная церковь в Обинитса
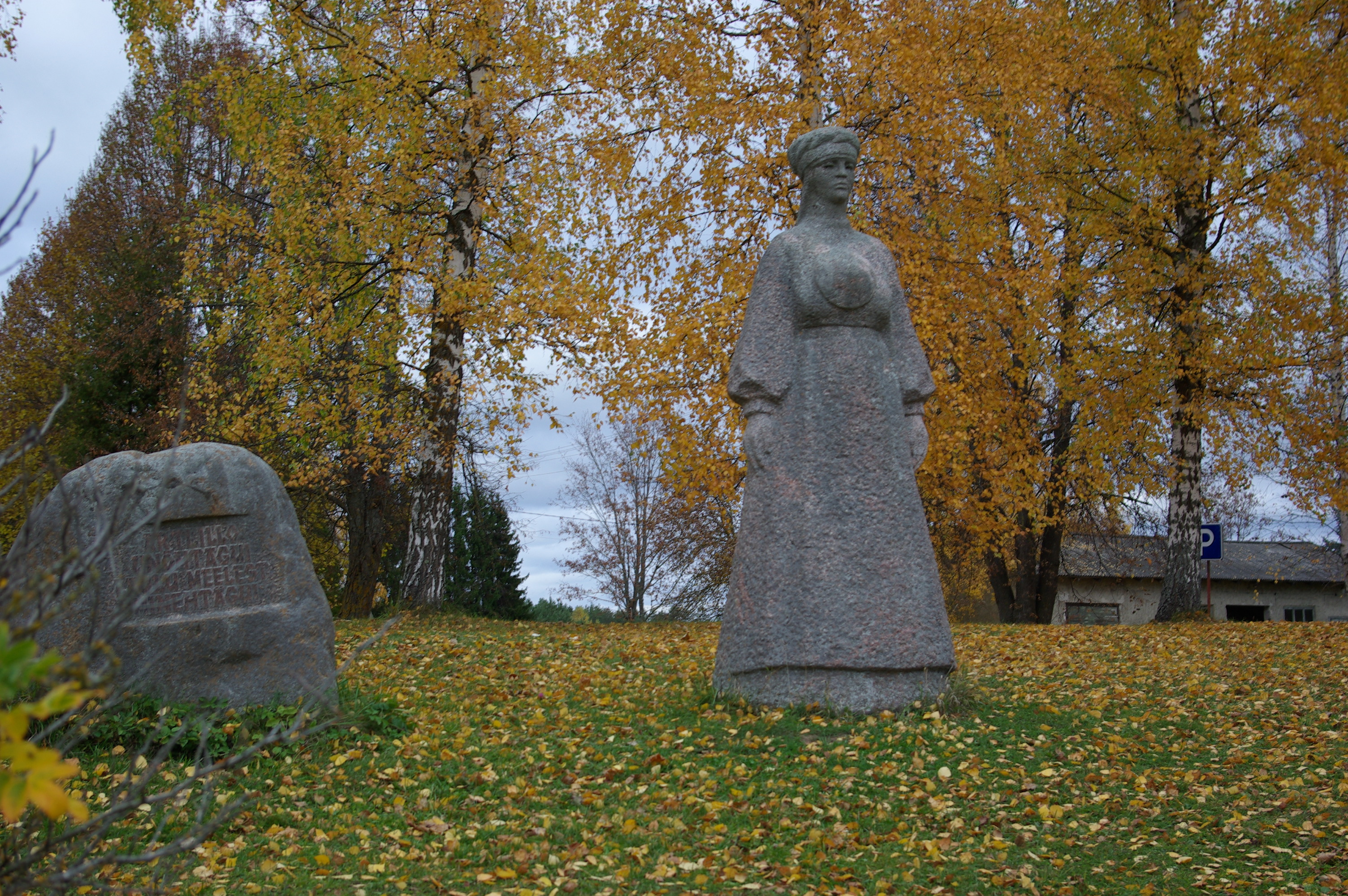
Монумент Певческой матери сету Хилане Таарка
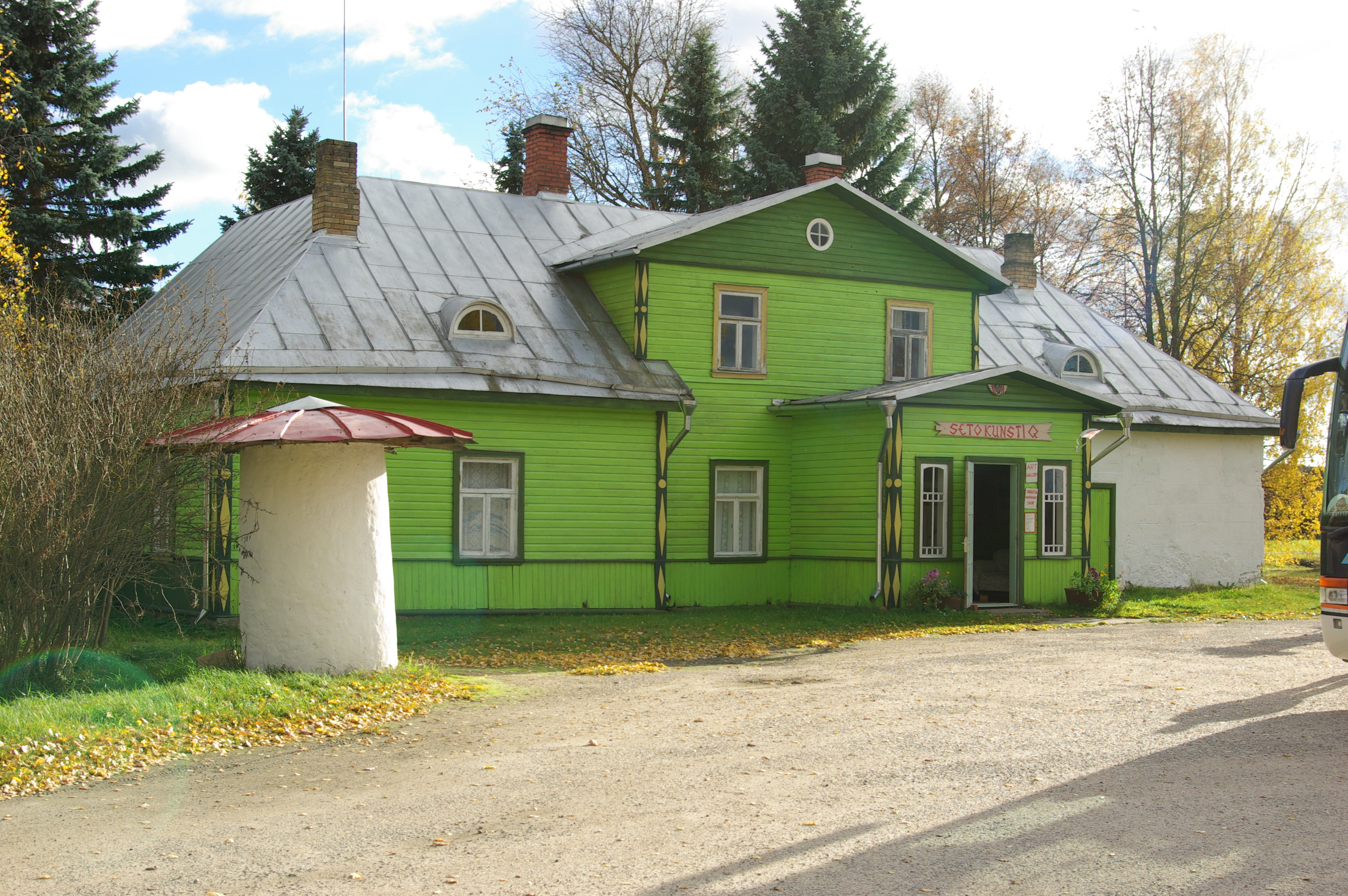
Ателье-галерея Halas Kunn («Зелёная лягушка»)
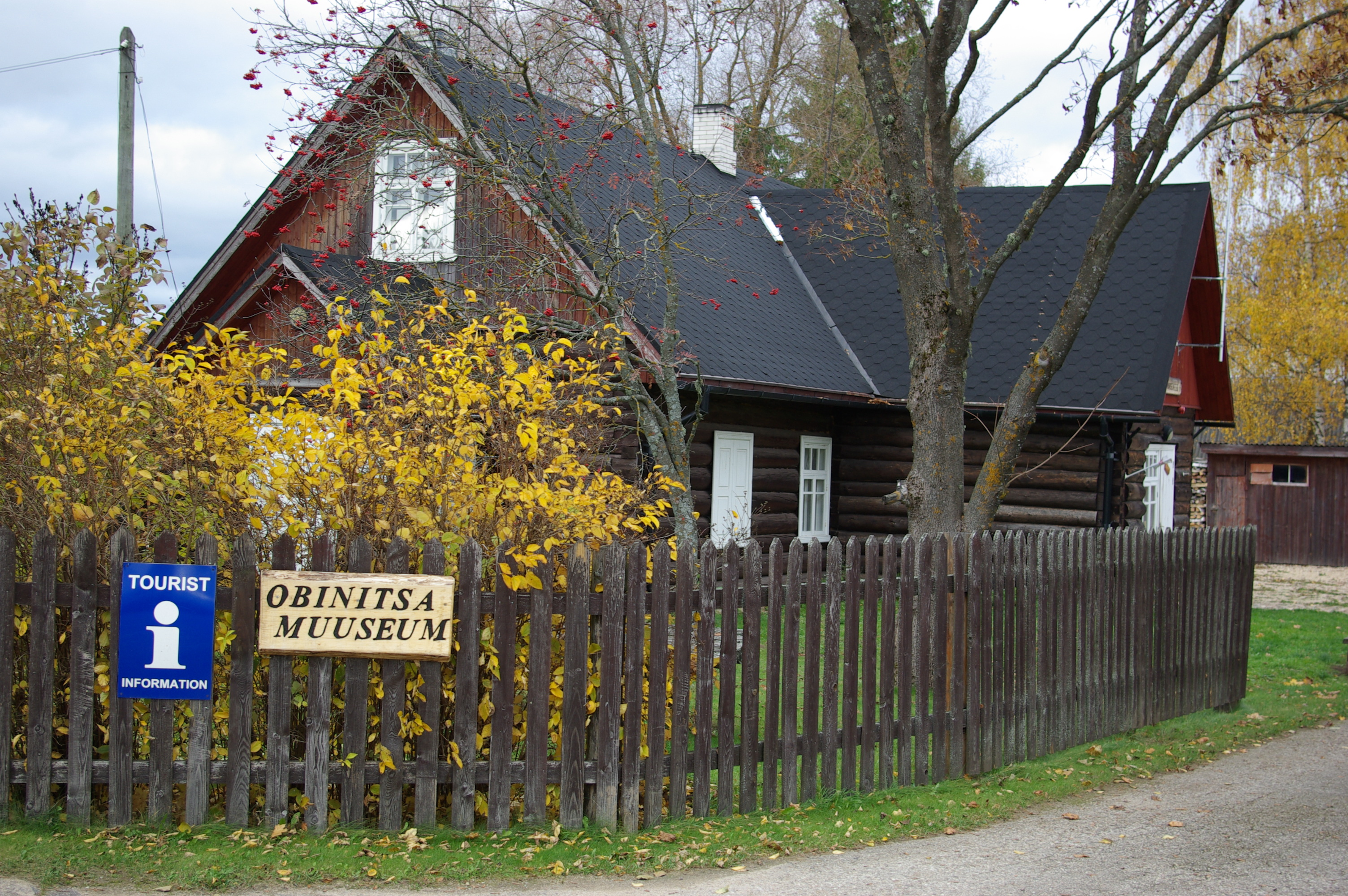
Народная музейная изба сету
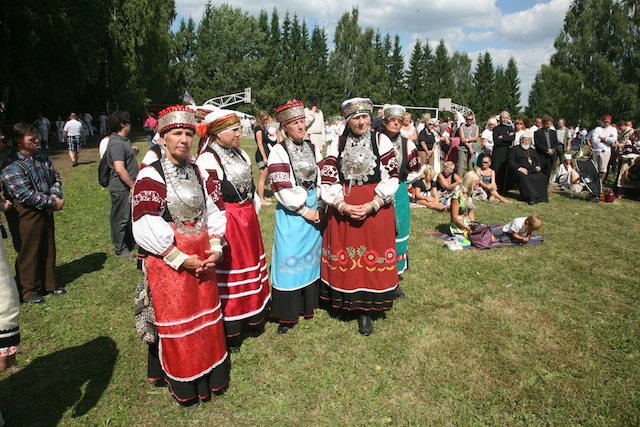
XVIII Дни сетуской культуры в Обинитса, 2011 год

### Комментарии
1. ↑  Эстонские топонимы, оканчивающиеся на -а, не склоняются (исключение — Нарва)